# Campeonato Mundial de Atletismo Júnior de 2012 - Marcha atlética 10000 m masculina
A prova da Marcha atlética 10 km masculino do Campeonato Mundial de Atletismo Júnior de 2012 ocorreu no dia 13 de julho em Barcelona, na Espanha. 

## Recordes
Antes desta competição, os recordes mundiais e do campeonato nesta prova eram os seguintes:
|     | Nome                | Nacionalidade | Tempo    | Local     | Data                |
| --- | ------------------- | ------------- | -------- | --------- | ------------------- |
| WJR | Viktor Burayev      | Rússia        | 38:46.40 | Moscou    | 20 de maio de 2000  |
| CR  | Stanislav Emelyanov | Rússia        | 39:35.01 | Bydgoszcz | 11 de julho de 2008 |

## Medalhistas
| Ouro                | Prata                  | Bronze          |
| Eider Arévalo (COL) | Aleksandr Ivanov (RUS) | Su Guanyu (CHN) |

## Cronograma
Todos os horários são locais (UTC+1).
| Data        | Hora  | Evento |
| ----------- | ----- | ------ |
| 13 de julho | 09:30 | Final  |

## Resultado final
A prova final foi realizada no dia 13 de julho ás 09:30. 
| Posição           | Atleta                  | Nacionalidade  | Tempo    | Notas                |
| ----------------- | ----------------------- | -------------- | -------- | -------------------- |
| Medalha de ouro   | Eider Arévalo           | Colômbia       | 40:09.74 | WJL                  |
| Medalha de prata  | Aleksandr Ivanov        | Rússia         | 40:12.90 | Recorde pessoal      |
| Medalha de bronze | Guanyu Su               | China          | 40:16.87 | Recorde pessoal      |
| 4                 | Takumi Saito            | Japão          | 40:19.10 | NJR                  |
| 5                 | Álvaro Martín           | Espanha        | 40:35.52 | Recorde pessoal      |
| 6                 | Jesús Vega              | México         | 41:05.59 | Recorde pessoal      |
| 7                 | Nils Brembach           | Alemanha       | 41:19.12 |                      |
| 8                 | Igor Liaschenko         | Ucrânia        | 41:21.60 | Recorde da temporada |
| 9                 | Yosuke Kimura           | Japão          | 41:41.52 | Recorde pessoal      |
| 10                | Marco Antonio Rodríguez | Bolívia        | 42:05.91 | NJR                  |
| 11                | Pavel Parshin           | Rússia         | 42:10.25 |                      |
| 12                | Vito Minei              | Itália         | 42:51.79 | Recorde pessoal      |
| 13                | Tyler Sorensen          | Estados Unidos | 42:53.60 | Recorde da temporada |
| 14                | Andrii Hrechkovskyi     | Ucrânia        | 43:01.58 | Recorde pessoal      |
| 15                | Marius Šavelskis        | Lituânia       | 43:03.27 | Recorde da temporada |
| 16                | Kenny Martín Pérez      | Colômbia       | 43:04.02 | Recorde da temporada |
| 17                | Blake Steele            | Austrália      | 43:04.81 | Recorde pessoal      |
| 18                | Konstadínos Dedópoulos  | Grécia         | 43:07.11 |                      |
| 19                | Paolo Yurivilca         | Peru           | 43:10.15 | Recorde pessoal      |
| 20                | Edgars Gjacs            | Letónia        | 43:10.59 | Recorde pessoal      |
| 21                | Erwin González          | México         | 43:11.21 |                      |
| 22                | Francesco Fortunato     | Índia          | 43:13.27 |                      |
| 23                | Neeraj Neeraj           | Itália         | 43:27.92 | Recorde pessoal      |
| 24                | Sahin Senoduncu         | Turquia        | 43:29.28 | NJR                  |
| 25                | Yauhen Zaleski          | Bielorrússia   | 44:09.05 | Recorde pessoal      |
| 26                | Óscar Villavicencio     | Equador        | 44:25.12 |                      |
| 27                | Adrian Ionut Dragomir   | Roménia        | 44:29.12 |                      |
| 28                | Barys Sharhar           | Bielorrússia   | 44:32.68 |                      |
| 29                | Marc Tur                | Espanha        | 44:42.41 |                      |
| 30                | Samuel Pereira          | Portugal       | 45:06.34 |                      |
| 31                | Brian Pintado           | Equador        | 45:13.84 | Recorde pessoal      |
| 32                | Luis Angel Sanchez      | Guatemala      | 45:36.65 |                      |
| 33                | Tewfik Yesref           | Argélia        | 45:38.36 | Recorde pessoal      |
| 34                | Kuldeep Kuldeep         | Índia          | 45:40.65 |                      |
| 35                | Peter Tichý             | Eslováquia     | 47:21.63 |                      |
| 36                | Joakim Saelen           | Noruega        | 48:50.80 | Recorde pessoal      |
| –                 | Brad Aiton              | Austrália      | DSQ      |                      |
| –                 | Benjamin Thorne         | Canadá         | DSQ      |                      |
| –                 | Jiaxing Yin             | China          | DSQ      |                      |
| –                 | Bruno Fidelis           | Brasil         | DNF      |                      |
| –                 | Byeongho Choe           | Coreia do Sul  | DNF      |                      |

Legenda
| Recorde mundial       | Recorde mundial (World record)               |                       | Recorde africano                      | Recorde africano (African) |                                           | Q | Classificado por posição (Qualified) |
| Recorde do campeonato | Recorde do campeonato (Championship record)  | Recorde da América    | Recorde da América (Americas)         | q                          | Classificado por melhor tempo (Qualified) |   |                                      |
| Melhor marca do ano   | Melhor marca do ano (World leading)          | Recorde asiático      | Recorde asiático (Asian)              | DNS                        | Não largou (Did not start)                |   |                                      |
| Recorde nacional      | Recorde nacional (National record)           | Recorde europeu       | Recorde europeu (European)            | DNF                        | Não terminou (Did not finish)             |   |                                      |
| Recorde pessoal       | Recorde pessoal do atleta (Personal best)    | Recorde da Oceania    | Recorde da Oceania (Oceania)          | DSQ / DQ                   | Desclassificado (Disqualified)            |   |                                      |
| Recorde da temporada  | Recorde da temporada do atleta (Season best) | Recorde sul-americano | Recorde sul-americano (South America) | NM                         | Sem marca (No mark)                       |   |                                      |